# Vicente León Barroso de Frías
Vicente León Barroso de Frías (València, 23 d'octubre de 1804 - València, 11 de setembre de 1883) fou un militar, terratinent i polític valencià, alcalde de València durant el regnat d'Isabel II d'Espanya i senador durant la restauració borbònica. Fill de Joaquín León Esparza i de María Dolores Barroso de Frías. Fou cavaller de l'Orde de Montesa.
Va estudiar dret a la Universitat de València, tot i que no va acabar els estudis, i es dedicà a les seves terres i a la milícia, arribant a coronel de les Milícies de Cuba i del batalló de veterans dels Voluntaris de la Llibertat. El 1843 fou diputat suplent a les eleccions a les Corts. Membre del Partit Moderat, el 1862 fou diputat de la Diputació de València pel districte de Carlet i el 1863 pel de Montcada (Horta Nord). De març a juliol de 1865 fou alcalde de València i entre 1867 i 1868 fou novament alcalde-corregidor i senador vitalici, fins que destituït arran de la revolució de 1868. Després de la restauració borbònica fou escollit novament senador per València el 1877.
L'esquela de defunció del diari Las Provincias detalla els títols i honors que va rebre en vida: Cavaller Gran Creu, Claver major de l'Orde militar de Montesa i Sant Jordi d'Alfama, i de l'americana d'Isabel la Catòlica; de la Reial Mestrança de Cavalleria de València; de la de Sant Ferran, de primera classe; de la de Sant Maurici i Sant Llàtzer d'Itàlia; president de la Junta provincial de Beneficència; i exsenador del regne, entre d'altres.